# Мариненс MF.9
Мариненс MF.9 (норв. Marinens (Hover) MF.9) је норвешки ловачки авион. Први лет авиона је извршен 1925. године. 

Највећа брзина авиона при хоризонталном лету је износила 210 km/h.
Распон крила авиона је био 10,4 метара, а дужина трупа 7,77 метара. Празан авион је имао масу од 860 килограма. Нормална полетна маса износила је око 1230 килограма.

## Наоружање
| Наоружање авиона: Мариненс     |      |
| Ватрено (стрељачко) наоружање  |      |
| Топ                            |      |
| Митраљез                       |      |
| Број и ознака митраљеза        | 1    |
| Калибар                        | 7,62 |
| Бомбардерско наоружање (бомбе) |      |
| Ракетно наоружање (ракете)     |      |